# Ruggero Luigi Emidio Antici Mattei
Ruggero Luigi Emidio Antici Mattei, italijanski rimskokatoliški duhovnik, škof in kardinal, * 23. marec 1811, Recanati, † 21. april 1883.

## Življenjepis
7. septembra 1834 je prejel duhovniško posvečenje.
8. januarja 1866 je bil imenovan za naslovnega patriarha in 25. februarja istega leta je prejel škofovsko posvečenje.
15. marca 1875 je bil imenovan za kardinala in pectore, 17. septembra istega leta je bil povzdignjen v kardinala in imenovan za kardinal-duhovnika S. Lorenzo in Panisperna.